# 虔州
虔州，中国隋朝时设置的州。
开皇九年（589年）置，因虔化水得名（《元和郡县志》）。治所在赣县（今江西省赣州市赣县区）。大业初改为南康郡。唐初复为虔州。辖境相当今江西省赣州、石城、宁都、兴国、上犹、崇义等市县以南地区。北宋初分西部置南安军，辖境缩小。南宋绍兴二十三年（1153年）改名赣州。 
| 唐朝虔州辖县 | 唐朝虔州辖县                                                         |
| ------------ | -------------------------------------------------------------------- |
| 618年        | 赣县、虔化县、雩都县、南康县                                         |
| 622年        | 赣县、虔化县、雩都县、南康县                                         |
| 631年        | 赣县、虔化县、雩都县、南康县                                         |
| 682年        | 赣县、虔化县、雩都县、南康县（新设南安县）                           |
| 705年        | 赣县、虔化县、雩都县、南康县、南安县（新设大庾县）                   |
| 736年        | 赣县、虔化县、雩都县、南康县、南安县、大庾县（新设长汀县，改属汀州） |
| 742年        | 赣县、虔化县、雩都县、南康县、南安县（改为信丰县）、大庾县           |
| 788年        | 赣县、虔化县、雩都县、南康县、信丰县、大庾县（新设安远县）           |

## 刺史
| 唐朝虔州刺史 - 盖彦举（武德、贞观年间） - 陈君宾（贞观年间） - 张玄弼（贞观后期） - 许圉师（663年） - 封言道（665年） - 邵道预（唐高宗时） - 苏均（武周时） - 萧执珪（景云年间） - 李畅（713年） - 朱崇庆（717年—718年） - 贾曾（720年） - 裴趍玄（开元年间） - 魏亮（开元年间） - 豆卢陈麟（757年，唐肃宗时） | - 裴谞（767年） - 孟洋（大历初年） - 源敭干（772年—773年） - 王佛奴（大历年间） - 孟瑶（大历年间） - 崔造（784年） - 李巘（贞元初年） - 李舟（786年—787年） - 路应（787年—788年） - 李正臣（790年—791年） - 赵昌（791年） - 戎昱（796年） - 李衮（贞元年间） - 穆赞（802年） - 李直方（805年） - 高弘本（806年） - 王叔雅（807年） | - 马摠（809年—810年） - 张署（810年） - 李将顺（812年—813年） - 张士陵（813年） - 田景度（814年） - 杜某（元和年间） - 韦绶（817年—820年） - 王众仲（820年—821年） - 李渤（821年—822年） - 裴逊（823年） - 韩约（宝历年间—827年） - 裴稷（唐文宗时） - 陈弇（会昌年间） - 苏庄（851年） - 唐技（855年） - 李振（861年） - 李仁元（866年） | - 陆肱（872年—873年） - 谢肇（乾符末年） - 薛某（中和年间） - 裴光复 - 姜还 - 王哲 - 贾琮 - 黎道澄（南唐） - 裴龙 |

## 防禦使
| 五代防禦使 - 卢光稠（885年—904年，百勝軍防禦使兼鎮南軍留後） - 卢延昌（904年，百勝軍防禦使兼鎮南軍留後） - 黎球（904年，虔州防禦使） - 李彦图（904年，虔州防禦使） - 谭全播（906年—907年，百勝軍防禦使） |

## 知軍州事
| 宋朝虔州知軍州事 - 王恊 - 余良肱 - 余靖 - 趙抃 - 陳升憲 - 鍾時 - 孔宗翰 - 元積中 | - 朱彦愽 - 曹元舉 - 杜桓 - 王衮 - 孫隱之 - 劉彝 - 陳從昜 - 李大有 - 趙善繼 | - 周延儁 - 曾阜 - 劉瑾 - 孔平仲 - 林顏 - 李邁 - 張觷 - 李耕 - 許中 |